# Giovanni Azzini
Renato Azzini, detto Giovanni (Quinzano d'Oglio, 29 agosto 1929 – Cremona, 4 giugno 1994), è stato un calciatore italiano, di ruolo centrocampista.
Giocava da centromediano.

## Carriera

Azzini con la maglia del Padova nel 1957-1958.

Crebbe come centrocampista nelle file del Brescia, in Serie B, tra la fine degli anni quaranta e i primi anni cinquanta. In occasione delle Olimpiadi del 1952, svolte a Helsinki, fu convocato in Nazionale ed esordì il 21 luglio 1952 nella gara degli ottavi persa per 3-0 contro l'Ungheria.
Nel 1955 passò al Padova di Nereo Rocco e giocò titolare in Serie A conquistando un terzo posto nel 1957-58; in questa stagione si trovò al centro delle cronache calcistiche per il cosiddetto caso Azzini: il 30 marzo 1958 la partita che il Padova aveva giocato in casa contro la pericolante Atalanta era terminata con la prima sconfitta interna in campionato per i patavini (0-3). Un'altra squadra in lotta per la salvezza, la Sampdoria, protestò vivacemente, portando a galla un episodio accaduto pochi giorni prima della gara: una testimone aveva rivelato che, in un incontro avvenuto a Brescia tra Azzini, il faccendiere Eugenio Gaggiotti, già noto alle cronache per numerosi illeciti sportivi, e l'ex portiere del Padova Giuseppe "Bepi" Casari, il risultato era già stato deciso.
Azzini si difese di fronte alla Commissione di controllo della Federcalcio, dichiarando che la testimone altri non era che Silveria Marchesini, una ex fidanzata di Azzini che, per vendetta o per lucro, cercava di mettere nei guai il vecchio spasimante. Al di là di questi retroscena la commissione giudicò la partita accomodata e, a fine stagione l'Atalanta fu retrocessa in B e Azzini squalificato a vita per illecito. Tuttavia Azzini fece ricorso e l'inchiesta venne riaperta: nel novembre 1959 l'Atalanta (peraltro nel frattempo già ritornata in Serie A) venne assolta e la squalifica di Azzini fu ridotta ai soli due anni già quasi completamente scontati.
Il calciatore rientrò in campo così all'inizio della stagione 1960-61, giocando ancora due campionati in Serie A. Chiuse la carriera nel 1962-63 al Brescia, in B.

## Statistiche

### Cronologia presenze e reti in Nazionale
| Cronologia completa delle presenze e delle reti in nazionale ― Italia | Cronologia completa delle presenze e delle reti in nazionale ― Italia | Cronologia completa delle presenze e delle reti in nazionale ― Italia | Cronologia completa delle presenze e delle reti in nazionale ― Italia | Cronologia completa delle presenze e delle reti in nazionale ― Italia | Cronologia completa delle presenze e delle reti in nazionale ― Italia | Cronologia completa delle presenze e delle reti in nazionale ― Italia | Cronologia completa delle presenze e delle reti in nazionale ― Italia |
| Data                                                                  | Città                                                                 | In casa                                                               | Risultato                                                             | Ospiti                                                                | Competizione                                                          | Reti                                                                  | Note                                                                  |
| --------------------------------------------------------------------- | --------------------------------------------------------------------- | --------------------------------------------------------------------- | --------------------------------------------------------------------- | --------------------------------------------------------------------- | --------------------------------------------------------------------- | --------------------------------------------------------------------- | --------------------------------------------------------------------- |
| 21-7-1952                                                             | Helsinki                                                              | Ungheria                                                              | 3 – 0                                                                 | Italia                                                                | Olimpiadi 1952 - Ottavi di finale                                     | -                                                                     |                                                                       |
| Totale                                                                |                                                                       | Presenze                                                              | 1                                                                     |                                                                       | Reti                                                                  | 0                                                                     |                                                                       |